# Samuel Antony de Moraaz
Samuel Antony de Moraaz (Schiedam, 18 december 1795 - Alkmaar, 5 maart 1863) was een Nederlands politicus en Thorbeckiaans Tweede Kamerlid.
De Moraaz was een Thorbeckiaan uit Alkmaar, die in de periode 1849-1853 het gelijknamige district vertegenwoordigde. Hij was net als zijn vader notaris. Hij sprak in de Kamer vooral bij de begrotingsbehandelingen van Buitenlandse Zaken en Justitie.
In 1857 bedankt hij voor een kandidatuur voor de Tweede Kamer, ten gunste van mr. K.A. Poortman.

## Tweede Kamer
| Periode                                             |
| --------------------------------------------------- |
| 13-02-1849 t/m 19-08-1850 07-10-1850 t/m 25-04-1853 |